# پوکه (آلبانی)
پوکه (به آلبانیایی: Pukë) یکی از شهرهای شمالی آلبانی و مرکز استان پوکه است. جمعیت این شهر در ۲۰۰۵ حدود ۶٬۴۹۵ بوده‌است.
پوکه در ارتفاع ۸۹۰ متری از سطح دریا قرار دارد و یکی از بلندترین شهرهای آلبانی است. فاصله این شهر تا تیرانا پایتخت ۱۵۰ کیلومتر است.
Pukë (شکل مشخص آلبانیایی: Puka) یک شهر و شهرداری در شمال آلبانی است. این در اصلاحات دولت محلی در سال ۲۰۱۵ با ادغام شهرداریهای پیشین Gjegjan , Pukë، Qelëz , Qerret و Rrapë شکل گرفت، که به واحدهای شهرداری تبدیل شدند. کرسی شهرداری شهر Pukë است. کل جمعیت ۱۱٬۰۶۹ نفر (سرشماری سال ۲۰۱۱)، در مساحت ۵۰۵٫۵۳ کیلومتر مربع است. جمعیت شهرداری سابق در سرشماری سال ۲۰۱۱ ۳٬۶۰۷ نفر بود. کلوپ محلی فوتبال به نام KS Tërbuni Pukë نامیده می‌شود.
در ارتفاع ۸۳۸ متری از سطح دریا، این شهر یکی از مرتفع‌ترین ارتفاعات در آلبانی و یک منطقه اسکی مشهور است. در فاصله ۱۵۰ کیلومتری پایتخت آلبانی، تیرانا قرار دارد.
در قرن بیستم، پوکا به عنوان پایگاه نظامی و مرکز آموزش کاتولیک گسترش یافت. میگنی شاعر برجسته آلبانی از سال ۱۹۳۶ تا ۱۹۳۷ در آنجا مشغول به کار بود. مدرسه ای که در آنجا به عنوان معلم کار می‌کرد یک جاذبه گردشگری است. این شهر توسط یک توده ۴۰۰ هکتاری (۱٫۵ مایل مربع) پوشیده از درخت کاج احاطه شده‌است. از اواخر دوره کمونیسم، شیوع بیماری در کاج‌های ناشی از پروانه‌های کاج پروانه ای مشاهده شده‌است که لانه‌های آن آشکار است.

## مردم‌شناسی
این شهرک توسط قبیله پوکا سکونت دارد، خود یکی از «هفت قبیله پوکا» (آلبانیایی: shtatë bajrakët e Pukës) است. طبق سنت ، در اواسط قرن نوزدهم توسط Hyacinthe Hecquard [fr] جمع‌آوری شده، شهرک پوکا توسط پائولو زنتا تأسیس شده بود که طبق گفته‌های مارین بارلتیوس از خویشاوندان Lekë Dukagjini بود.
این منطقه همچنین Kanun خاص خود را دارد، مجموعه ای از قوانین سنتی آلبانی و به عنوان Kanuni i Pukës (انگلیسی: Canon of Pukë) شناخته می‌شود و عمدتاً در شمال آلبانی و کوزوو مورد استفاده قرار می‌گیرد.
این اسم ممکن است از طریق لاتین از طریق publica ("جاده عمومی") گرفته شود زیرا در یک مسیر تجاری قدیمی قرار داشت.

## اقتصاد
هتلی که در میدان شهر قرار دارد، به روز شده‌است و هم‌اکنون میکروبراوشی تولید Puka Beer دارد، که به شکل پیش نویس یک شرط‌بندی است.

## افراد قابل توجه
- آلتین لالا - کاپیتان سابق تیم ملی فوتبال آلبانی و هانوفر ۹۶
- Kristjan Sokoli - بازیکن NFL
- West Cenaj - فوتبالیست
- Xhovalin Delia - نقاش
- فابیو جونیکاج - فوتبالیست
- طولانت مارکو - فوتبالیست
- Sebino Plaku - فوتبالیست
- فلاویو پرندی - فوتبالیست
- Shtjefën Gjeçovi - کشیش کاتولیک، فولکلور و گردآورنده و نویسنده Kanuni i Lekë Dukagjinit / Kanun (آلبانی)
- Ndoc Mark Gega - وطن‌پرست
- تانی بریزا - خواننده
- داوا گجریگی - خواننده عامیانه
- ویتوره ماتوشی - خواننده عامیانه
- Anjeza Ndoj - خواننده عامیانه
- کریستینا مارکو - خواننده عامیانه
- آربن فرووکو - سیاستمدار
- مارک فروکو - سیاستمدار
- Halit Furriku- سفیر آلبانی در روسیه
- Millosh Gjergj Nikolla - معلم، شاعر و نویسنده
- Ndue Shyti - نوازنده عامیانه